# Civitella d'Arna
Civitella d'Arna is een plaats (frazione) in de Italiaanse gemeente Perugia.